# Charlie i hrabia
Charlie i hrabia (ang. The Count) − amerykański film niemy z 1916 roku, w reżyserii Charliego Chaplina. Film znany jest też pod alternatywnym tytułem Fałszywy hrabia.

## Treść
Niezdarny pomocnik krawca (Charlie Chaplin) niszczy spodnie hrabiego, w efekcie czego traci pracę. Krawiec po zwolnieniu pomocnika, znajduje w spodniach notatkę hrabiego, w której hrabia  informuje, że nie będzie obecny na przyjęciu. Krawiec postanawia sam się na nie udać w przebraniu arystokraty. Tymczasem zwolniony pomocnik, także udaje się do domu, w którym ma odbyć się przyjęcie na spotkanie ze znajomą kucharką. Gdy niespodziewanie spotyka tam swojego byłego szefa sam postanawia udawać hrabiego.

## Obsada
- Charlie Chaplin – pomocnik krawca
- Edna Purviance – panna Moneybags
- Eric Campbell – krawiec
- Tiny Sandford
- May White